# Devi Kinal Putri
Devi Kinal Putri née le 2 janvier 1996 à Bandung est une chanteuse et actrice indonésienne, ancienne membre du groupe JKT48 de 2011 à 2018,.

## Discographie

### Avec JKT48
- Heavy Rotation (album JKT48) (id) (2013)
- Mahagita (id) (2016)
- JKT48 Festival Greatest Hits (id) (2017)